# Korekty (powieść)
Korekty (tyt. oryg. The Corrections) – powieść Jonathana Franzena wydana w USA w roku 2001 przez oficynę Farrar, Straus and Giroux. Polskie wydanie ukazało się nakładem Świata Książki trzy lata później.

## Zarys fabuły
Po niemal pięćdziesięciu latach w roli żony i matki, Enid chce wreszcie zaznać przyjemności życia. Na nieszczęście jej mąż, Alfred, zmaga się z postępującą demencją, a dzieci - troje nieszczęśliwych dorosłych ludzi dawno wyfrunęły już z rodzinnego gniazda. Rozpaczliwie poszukując radości i prawdziwego szczęścia, Enid próbuje zrealizować swoje marzenie: zebrać całą rodzinę w domu, na ostatnie wspólne święta Bożego Narodzenia.